# Gýthio
 (décembre 2023).
Si vous disposez d'ouvrages ou d'articles de référence ou si vous connaissez des sites web de qualité traitant du thème abordé ici, merci de compléter l'article en donnant les références utiles à sa vérifiabilité et en les liant à la section « Notes et références ».
Gýthio (grec moderne : Γύθειο ; katharévousa : Γύθειον / Gýthion), connu dans l’Antiquité sous le nom de Gytheion (grec ancien : Γύθειον) et Gythium (latin : Gythium), est un village de Grèce situé dans le sud du Péloponnèse dans le district régional de Laconie.
C'est la plus importante localité de la péninsule du Magne et le siège du dème (municipalité) du Magne-Oriental, créé dans le cadre du programme Kallikratis (2010).
C'était le port et l'arsenal principal des Spartiates.

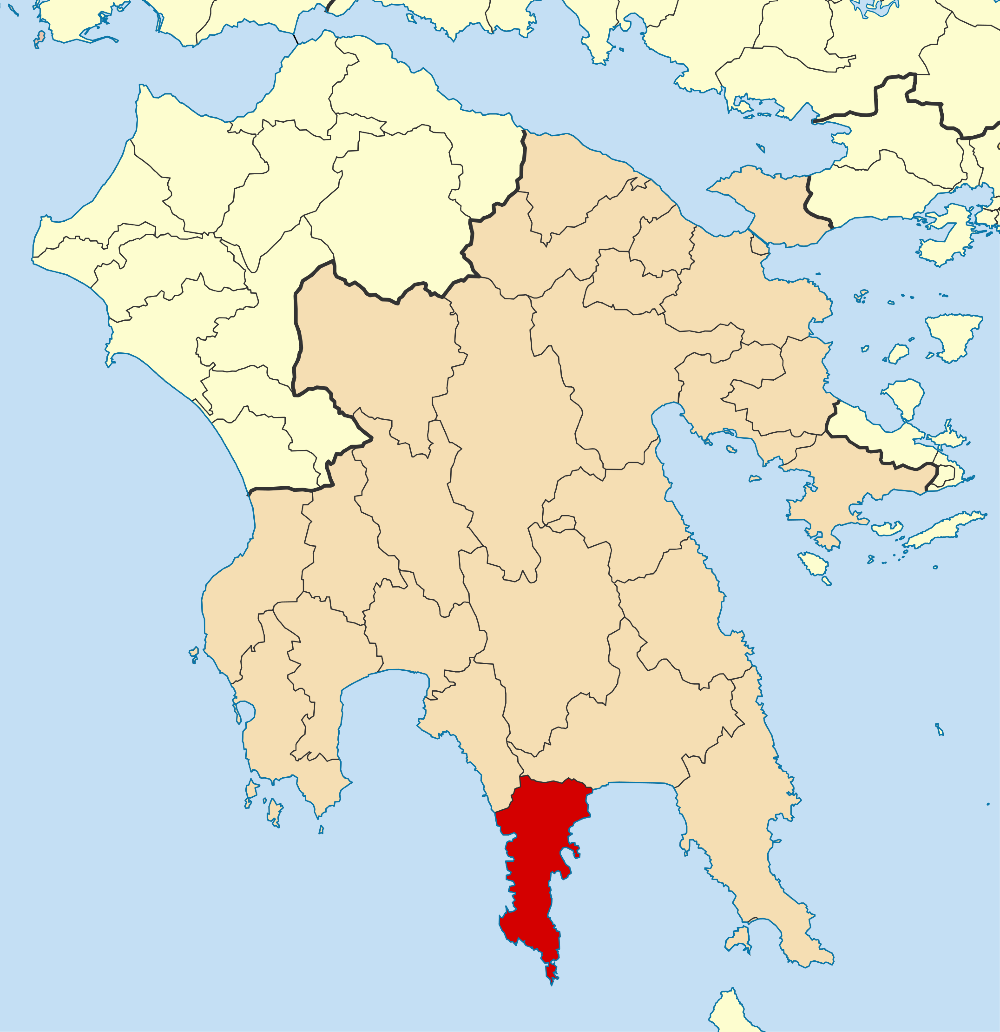
Dème du Magne-Oriental à la suite de la réforme Kallikratis (2010)

## Histoire
Dans l'Antiquité, Gytheion était le principal port de Sparte.
La société spartiate était divisée en trois catégories : les citoyens (Homoioi), qui vivaient à Sparte même, les Périèques, hommes libres au statut subalterne qui vivaient dans des villes périphériques et les Hilotes, esclaves d'Etat qui entretenaient les champs. D'une importance stratégique majeure pour les Spartiates, Gýthio était la seule communauté de Périèques à être protégée par des murailles. Son théâtre, toujours visible, témoigne de sa grandeur. En raison de son statut portuaire, Gýthio fut dès le Ve siècle av. J.-C. une ville très cosmopolite.
À l'époque romaine, elle connaît un essor important notamment en devenant l'une des plaques tournantes du commerce de teinture pourpre, très appréciée à Rome et venue d'Orient.
La ville moderne de Gythio a ouvert un port dans les années 1960. Des ferries partent presque quotidiennement de Gythio pour Cythère et deux fois par semaine pour la Crète. Gytheio est le siège du diocèse de Gythio et Itylo, dirigé par un évêque métropolitain de l'Église orthodoxe de Grèce.

## Monuments

### Antiquité
- L'îlot de Kranái (ou Marathonísi) est le site de l'embarquement mythique pour Troie de Pâris et  Hélène.

### Époque médiévale
- Les restes d'un château médiéval dominent le port.

### Époque vénitienne
La vieille ville de Gýthio possède de nombreux bâtiments datant de l'époque vénitienne.

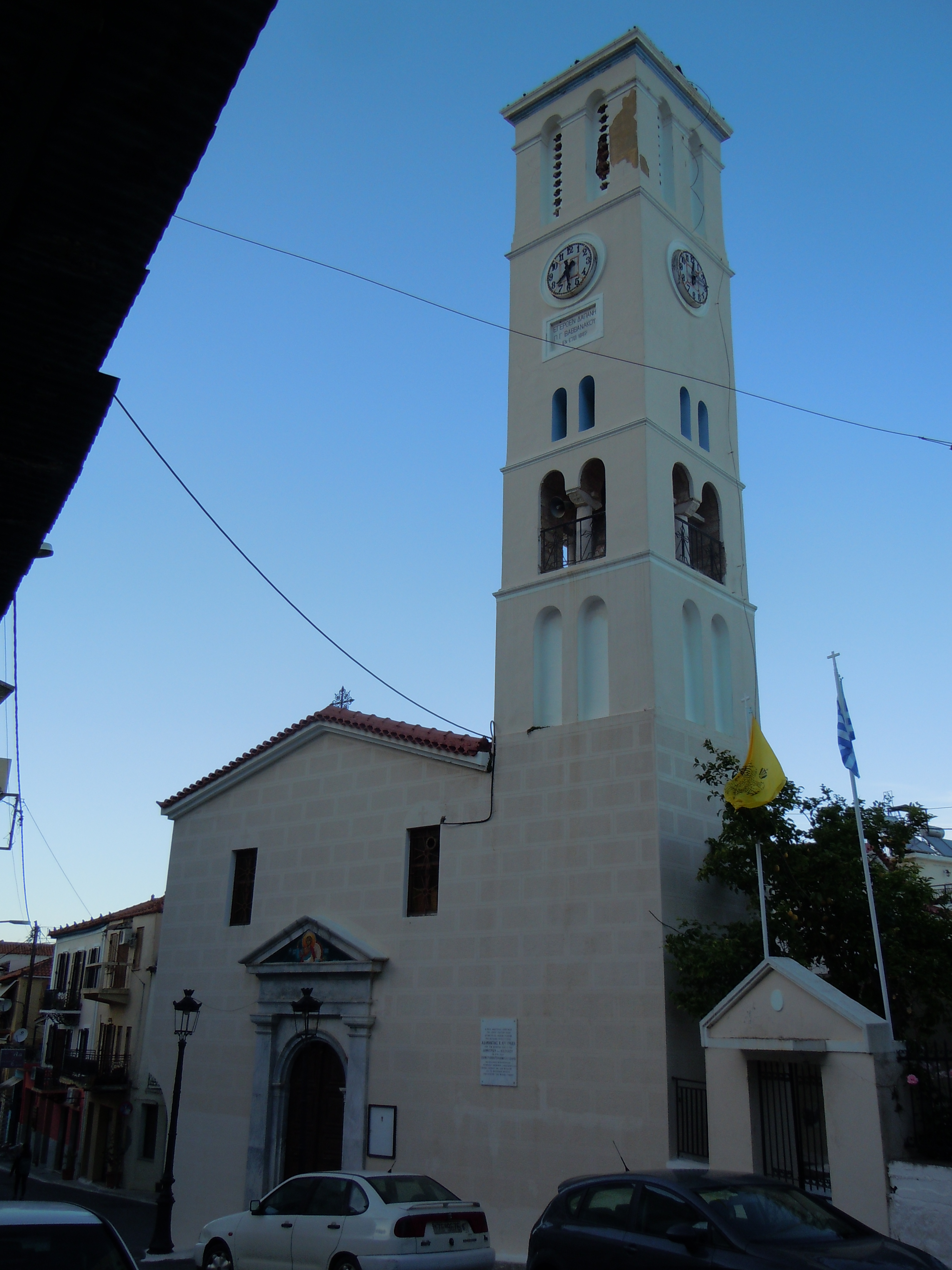
Église Ágios Geórgios
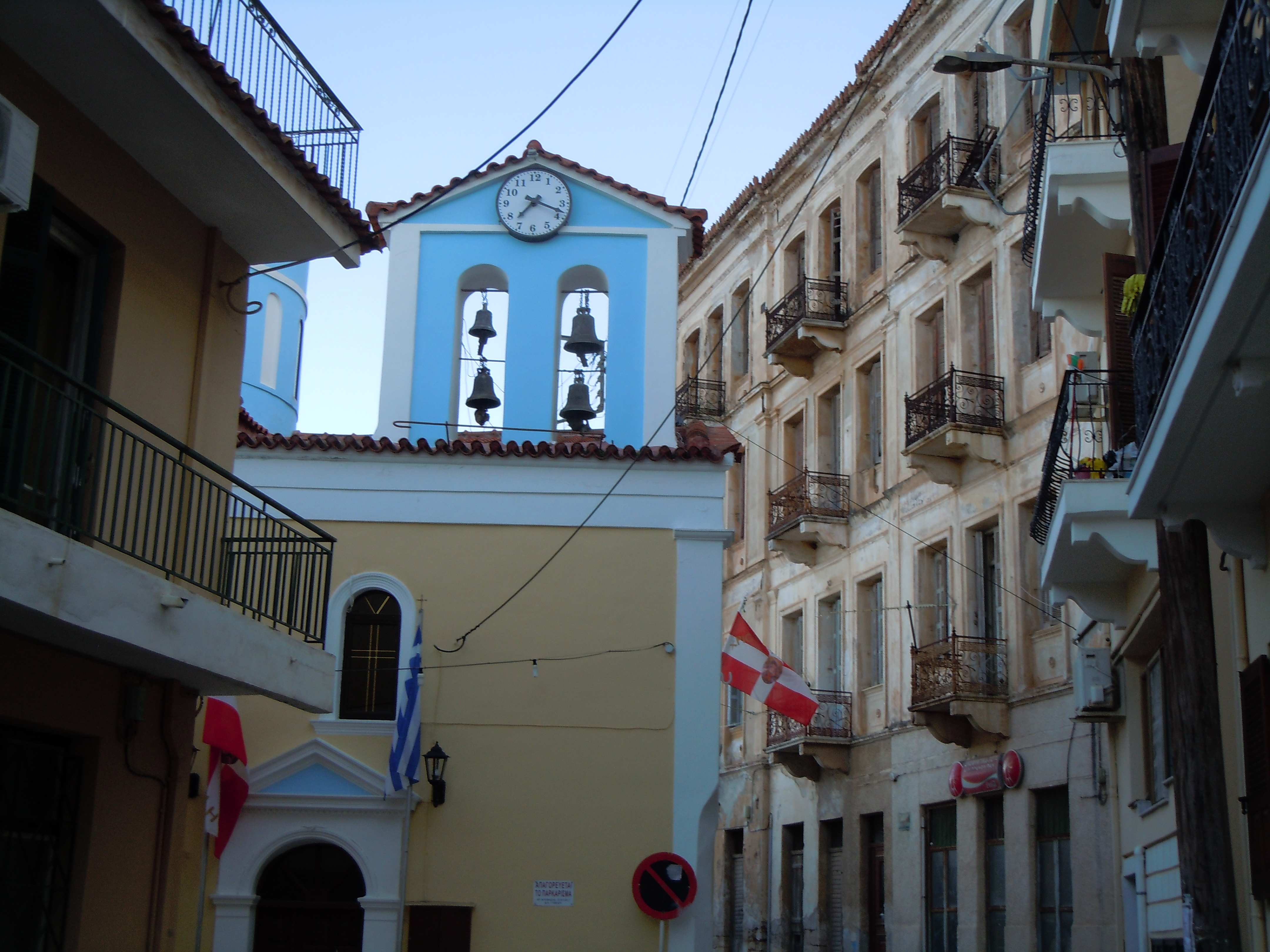
Église Ágios Nikólaos.
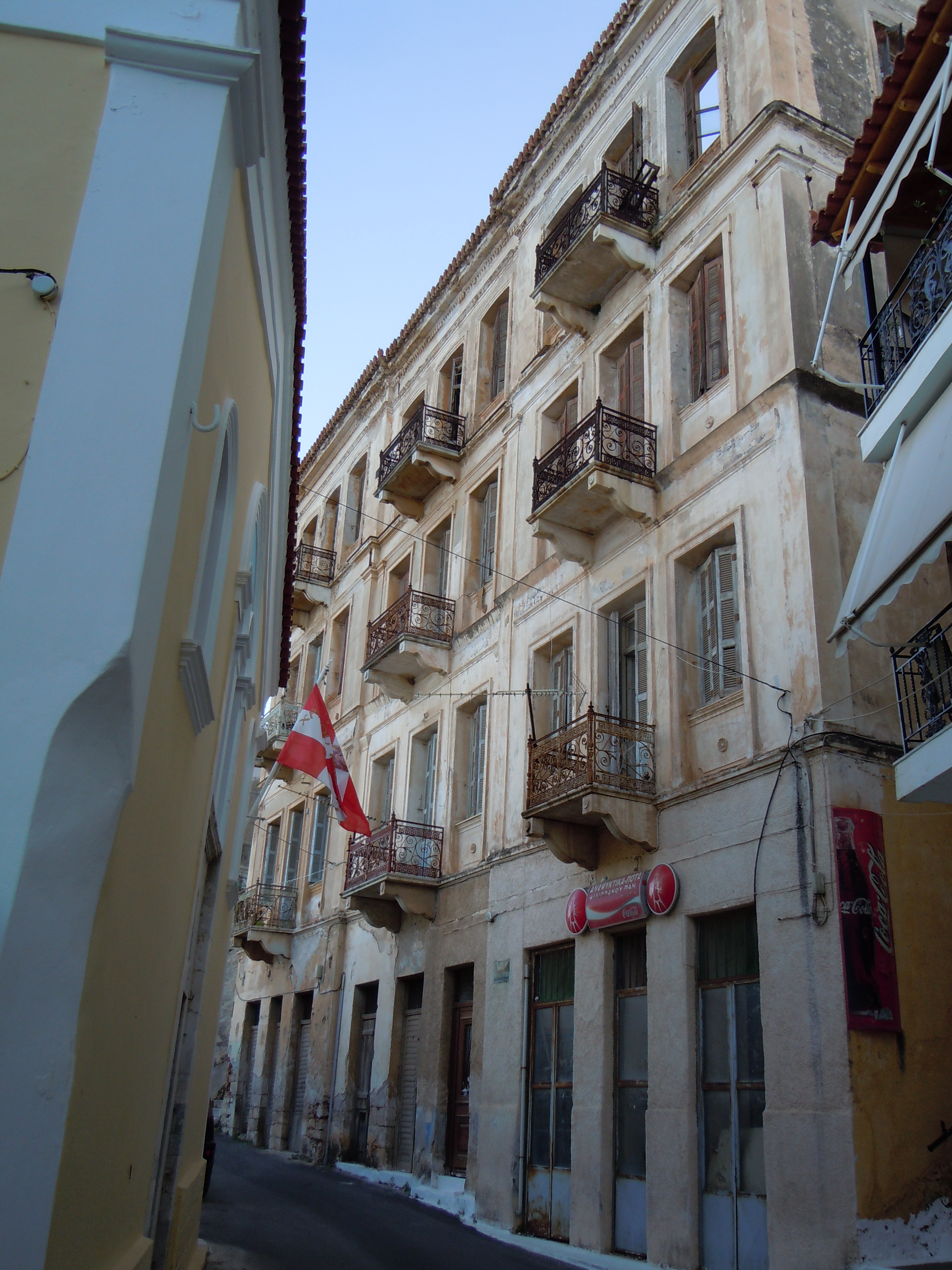
Immeuble vénitien rue Tzanimpei Grigoraki.